# Бебек (Стамбул)

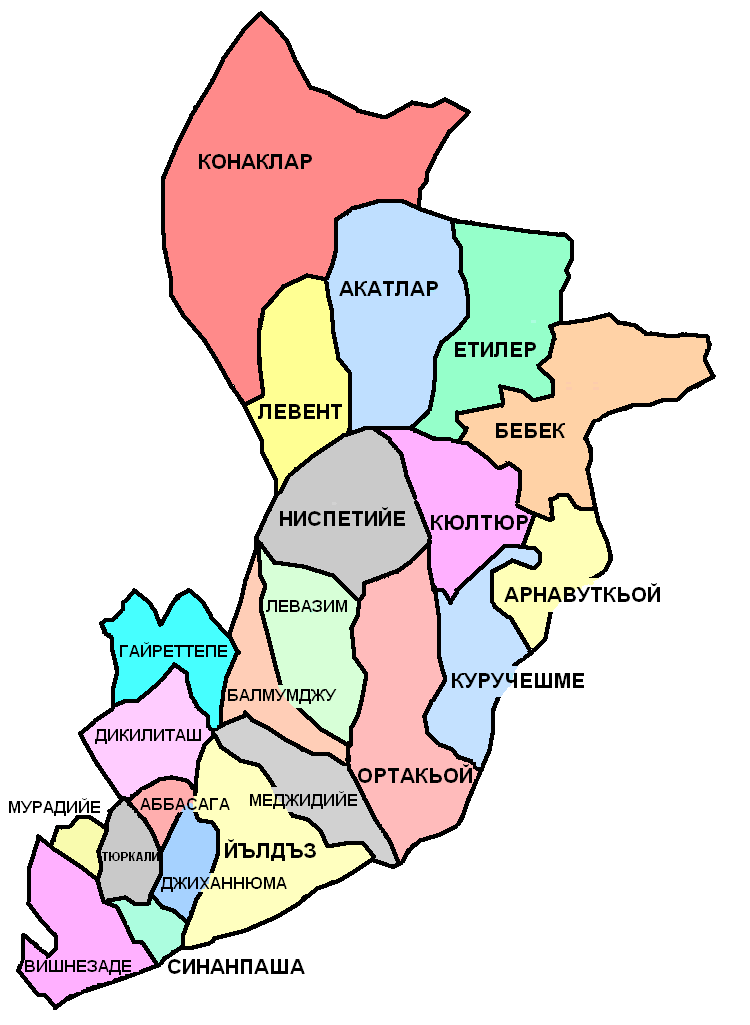
Схематична карта кварталів в районі Бешикташ

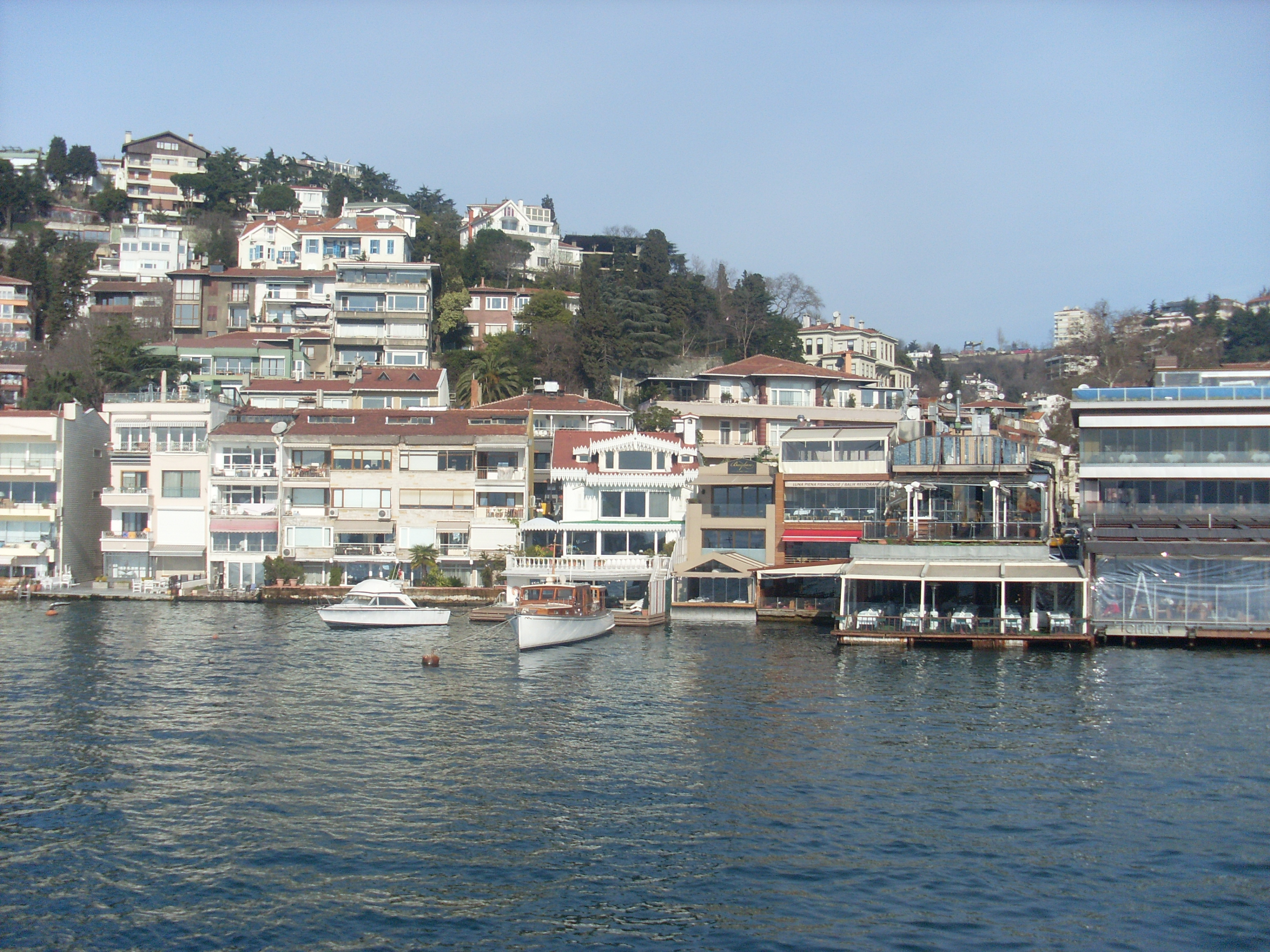
Краєвид на Бебек з Босфору

Бебек (тур. Bebek) — історичний квартал у північно-східній частині Стамбулу, район Бешикташ, Туреччина, розташований на фракійському березі протоки Босфор. Бебек оточений такими історичними місцями, як Етіляр, Арнавуткьой та Румеліхісар. На березі району розташована однойменна бухта. Населення близько 5 000 осіб (2011).
Назва району, Bebek, дослівно перекладається з турецької як Дитина. Вважається, що назва походить від скороченого Boğaz'ın Gözbebeği, що в перекладі — Зіниця Босфору.

## Історія
Перші дані про життя району відносяться до часу падіння Константинополя. Після захоплення Константинополю поруч з фортецею Румеліхісар було побудовано декілька цивільних будівель.
Територія починає активно розвиватися на початку XVIII столітті під час правління султана Ахмеда III. У Бебек з'являється мечеть, школи, фонтани, лазні, заводи і крамниці. Район стає густонаселеним. Крім турків, тут також проживають громади греків, євреїв, грузин і вірмен, з'являється багато житлових особняків.
В 1863 нью-йоркським підприємцем Крістофером Робертом і американським місіонером Сайрусом Хемлін у Бебеці було засновано Роберт-Коледж. В 1971 коледж було перейменовано на Босфорський університет.
В 1902 році на березі Босфору було побудовано особняк Валіде-Паші, в якому зараз розташовується єгипетська амбасада.

## Бебек сьогодні
Бебек є одним з найдорожчих районів Стамбула. Через високі ціни на нерухомість рівень доходів населення, що проживає в Бебек, вище середнього. Набережна у Бебек є популярним місцем відпочинку. Бухта Бебек є пристанню для численних яхт і кораблів. Уздовж берега пролягає автомобільна дорога, що сполучає два мости.
Основні історичні пам'ятки — єгипетське посольство (колишній особняк Валіде-Паші), мечеть Бебек, парк Ашиян, цвинтар Ашиян, музей Ашиян. Північніше на узбережжі Босфору знаходиться відреставрована фортеця Румеліхісар.

## Інфракструктура
До 1950 у Бебеку була остання зупинка трамвайної лінії На середину 2010-х з Бебеку прямують автобуси до Сариєр, Таксим і Кабаташ. Також діють пороми на Еміньоню та Бейкоз.

## Ресурси Інтернету
- Geschichte des Stadtteils(тур.)
- http://www.greatistanbul.com/bebek.htm [Архівовано 30 квітня 2009 у Wayback Machine.]